# غي بريس بيرفكت كوليلاس
غي بريس بيرفكت كوليلاس (6 أغسطس 1959 - 22 مارس 2021) سياسي من الكونغو. بعد وفاة والده برنارد كوليلاس خلفه كرئيس مؤقت للحركة الكونغولية من أجل الديمقراطية والتنمية المتكاملة، أحد الأحزاب السياسية الرئيسية في الكونغو في عام 2010. خدم في حكومة الكونغو برازافيل كوزير للصيد البحري والصيد الداخلي من 2007 إلى 2009 وكوزير للخدمة المدنية من 2009 إلى 2015. بعد حصوله على المركز الثاني بفارق كبير في الانتخابات البرلمانية لعام 2016، أسس حزبًا جديدًا هو اتحاد الديمقراطيين الإنسانيين في عام 2017.